# Ectoedemia hannoverella
Ectoedemia hannoverella là một loài bướm đêm thuộc họ Nepticulidae. Nó hiện diện ở phần lớn châu Âu (trừ Ireland) đến phía nam Siberia và Nga thuộc phần châu Âu, nhưng phổ biến nhất ở Trung Âu. Nó không được ghi nhận hiện diện ở Đại Anh cho đến năm 2002 khi người ta tìm thấy nó ở đó.
Sải cánh dài 6–7 mm. Con trưởng thành bay từ tháng 4 đến tháng 5 in miền tây Europe.
Ấu trùng ăn Populus x canadensis và Populus nigra. Chúng ăn lá nơi chúng làm tổ.